# Takeo Yoshikawa
Takeo Yoshikawa (吉川 猛夫), né le 7 mars 1914 à Matsuyama au Japon et décédé à l'âge de 78 ans le 20 février 1993, est un espion japonais posté à Hawaï pour préparer l'attaque de Pearl Harbor.

## Biographie
Diplômé de l'académie navale impériale du Japon d'Etajima en 1933 (major de sa promotion), Yoshikawa sert brièvement en mer sur le croiseur Asama ainsi que dans plusieurs sous-marins et commence une formation de pilote naval fin 1934 lorsqu'un sévère mal d'estomac l'oblige à y mettre fin. Il est ensuite démobilisé de la marine impériale japonaise en 1936. Il envisage alors de se suicider.
Un an plus tard, il commence une carrière dans les renseignements de la marine et est assigné à l'État-major de Tokyo. Il y devient un expert de la marine des États-Unis, lisant toutes les sources qu'il arrive à se procurer. Durant son service, il intercepte un court message radio en anglais disant que 17 transports de troupes étaient en route pour le Royaume-Uni et il identifie clairement le port de Freetown. Il transmet cette information à l'ambassade de l'Allemagne nazie ce qui entraîne la destruction de beaucoup de ces navires. Yoshikawa reçoit par la suite une lettre personnelle de remerciement de la part d'Adolf Hitler. En 1940, il devient diplomate junior après avoir réussi l'examen d'anglais du ministère des Affaires étrangères.

### Espion à Hawaï
Du fait de son expertise de la marine américaine, Yoshikawa est envoyé espionner à Hawaï sous couverture d'un vice-consul nommé Tadashi Morimura (森村 正) et arrive le 27 mars 1941 avec Nagao Kitai (長尾 北), le nouveau consul japonais, à bord du paquebot Nitta Maru. Il loue un appartement au second étage avec vue sur la base de Pearl Harbor et vagabonde souvent dans l'île d'Oahu pour observer les mouvements de la flotte et les mesures de sécurité. Il loue les services de petits avions de l'aéroport John Rodgers et observe du ciel les installations militaires américaines et plonge dans les eaux du port avec un roseau creux pour respirer. Il recueille également des informations en montant sur un remorqueur de la marine et écoute attentivement les ragots locaux. Il travaille en étroite collaboration avec l'agent allemand Bernard Kuehn (en) de l'Abwehr, ainsi qu'avec un autre diplômé d'Etajima, Kohichi Seki (関 宏一 Seki Kō'ichi), un espion n'ayant reçu aucune formation et travaillant sous couverture de trésorier du consulat.
Selon Yoshikawa, quelque 160 000 personnes d'origine japonaise vivent alors à Hawaï mais il ne fait jamais usage de cette ressource durant ses activités d'espionnage. Lui et Seki s'entendent à dire que Hawaï est l'« endroit le plus facile » pour effectuer un compte-rendu d'une communauté japonaise à l'étranger, mais les deux regardent les locaux avec dédain : « Ces hommes d'influence et ces personnes qui auraient pu m'aider dans ma mission secrète étaient unanimement récalcitrants... ».
Bien qu'il ignore qu'une attaque est prévue sur Pearl Harbor, Yoshikawa suppose que les renseignements aideront à préparer à cette éventualité et travaille sans relâche à cette fin. Ses rapports sont transmis par le consulat japonais en code VIOLET au ministère des Affaires étrangères qui les transmet à son tour à la marine impériale. Le code est cependant déjà cassé par les Américains et les messages de et vers Tokyo sont automatiquement interceptés et décryptés. La surveillance des communications entre Tokyo et le consulat de Hawaï est alors considérée comme priorité basse parce qu'elles contiennent beaucoup trop de messages publicitaires. Néanmoins, un message adressé à Kitai (en réalité à Yoshikawa) et envoyé le 24 septembre 1941 est reçu avec beaucoup plus d'attention. Il décrit la base de Pearl Harbor divisée en cinq zones distinctes et demande que la localisation et le nombre de navires soient indiqués sur un « terrain » (c'est-à-dire sur une maquette) du port. Cependant, à cause des délais dus à la pénurie de personnel et à d'autres priorités, le message n'est pas décrypté et transmis avant la mi-octobre où il est considéré comme ayant peu d'importance. Il s'agit en réalité d'un rapport envoyé deux fois par semaine à la demande de l'amiral Isoroku Yamamoto pour finaliser son plan d'attaque.
Lorsque Yoshikawa entend à la radio la phrase de code « Vent de l'est, pluie », il comprend que le Japon s'apprête à attaquer les États-Unis et détruit toutes les traces de ses activités. Lorsque le FBI l'arrête le jour de l'attaque, il n'y a plus aucune preuve de son espionnage. Yoshikawa retourne au Japon en août 1942 à la faveur d'un échange de prisonniers diplomatiques. Les Américains ignorent alors et pendant un certain temps qu'il était l'agent de renseignement japonais principal à Hawaï,.

### Retour au Japon
Takeo Yoshikawa n'est jamais reconnu officiellement pour ses services malgré le fait qu'il a continué à travailler pour les renseignements maritimes durant le reste de la guerre. Après la défaite de 1945 arrive l'occupation américaine du Japon durant laquelle il se cache (déguisé en moine bouddhiste) de peur d'être condamné pour son rôle dans l'attaque de Pearl Harbor. Il retourne auprès de sa femme (qu'il avait épousée à son retour de Hawaï) après le départ des Américains en 1952.
En 1955, il ouvre une confiserie mais échoue à faire comprendre son rôle durant la guerre. Les Japonais le blâment pour cela : « Ils m'ont même blâmé pour la bombe atomique », déclare-t-il dans un entretien. Pauvre et sans emploi, il est entretenu par sa femme durant le reste de sa vie grâce à son travail de vendeuse d'assurance : « Ma femme me montre un grand respect. Chaque jour, elle fait des efforts pour moi. Elle sait que je suis un personnage de l'histoire ». Il meurt en 1993 dans une maison de retraite.
Au fil des ans, les mystérieux espions de Pearl Harbor restent brièvement mentionnés dans les livres d'histoire. Alors que Yoshikawa avait contribué à la décision américaine d'interner les Nippo-Américains, il n'avait lui-même pas confiance en cette communauté qui était selon lui plus loyale aux États-Unis qu'au Japon.

## Source de la traduction
- (en) Cet article est partiellement ou en totalité issu de l’article de Wikipédia en anglais intitulé « Takeo Yoshikawa » (voir la liste des auteurs).